# Pastinachus
Pastinachus és un gènere de rajades de la família dels dasiàtids.

## Taxonomia
Durant molt temps aquest gènere va ser considerat monotípic, contenint tan sols l'espècie Pastinachus sephen. Estudis recents de rajades dels oceans Índic i Pacífic van revelar que hi havia diferents espècies, i que antics sinònims havien de ressorgir com a noves espècies.
- Pastinachus atrus (Macleay, 1883)
- Pastinachus gracilicaudus (Last i Manjaji-Matsumoto, 2010)
- Pastinachus sephen (Forsskål, 1775)
- Pastinachus solocirostris (Last, Manjaji i Yearsley, 2005)
- Pastinachus stellurostris (Last, Fahmi i Naylor, 2010)